# Yahir Acuña
Yahir Acuña Cardales (Sincelejo, Sucre; 11 de noviembre de 1980) es un ingeniero civil y político colombiano. Actualmente, se desempeña como alcalde de Sincelejo para el periodo 2024-2027.
Su carrera política se ha desarrollado principalmente en el departamento de Sucre, donde ha sido elegido para múltiples cargos de elección popular, incluyendo dos periodos como Representante a la Cámara (2010-2015), además de haber sido diputado de la Asamblea Departamental y concejal de Sincelejo.
De profesión Ingeniero Civil, Acuña ha complementado su carrera con una extensa formación de posgrado que incluye una especialización en Gerencia Pública, un magíster en Gobierno Municipal y un doctorado. A lo largo de su trayectoria, ha sido una de las figuras políticas más influyentes de la región Caribe, al tiempo que ha estado involucrado en controversias mediáticas y señalamientos que ha negado públicamente. Como alcalde, su gestión ha sido destacada por una drástica reducción en los índices de criminalidad, posicionando a Sincelejo, según informes de prensa y cifras oficiales, como una de las ciudades más seguras de Colombia durante el año 2024.[1]

## Educación
La formación académica de Yahir Acuña refleja una evolución desde el campo de la ingeniería hacia la alta gerencia y la administración pública.
La trayectoria académica de Acuña comenzó en su tierra natal, donde se graduó como Ingeniero Civil de la Universidad de Sucre. Fue precisamente durante esta época universitaria cuando emergieron sus primeras inquietudes por lo público, destacándose como un activo dirigente estudiantil y representante de sus compañeros.
Buscando construir un puente entre su formación técnica y su vocación por el servicio público, Acuña continuó su formación con una Especialización en Gerencia Pública en la Corporación Universitaria del Caribe (CECAR). Su interés por profundizar en la administración del Estado lo llevó a cursar un Magíster en Gobierno Municipal en la reconocida Universidad Externado de Colombia, una de las principales facultades de gobierno del país.
Esta ruta de especialización culminó en el extranjero, donde obtuvo el título de Doctor de la Universidad Católica de Córdoba, en Argentina, consolidando así un perfil que integra la ingeniería, la alta gerencia y el gobierno.

## Trayectoria
Acuña regresó a la política local en las elecciones territoriales de 2023. En esta contienda, se consolidó como una de las figuras políticas más importantes de la región al ser elegido Alcalde de Sincelejo para el periodo 2024-2027. Su victoria fue contundente, obteniendo un total de 83.720 votos..[8] 
Yahir Acuña ha sido concejal de Sincelejo y diputado de la asamblea departamental de Sucre.[4] En 2010 renunció a su cargo en la asamblea para aspirar a la Cámara de Representantes, resultando elegido con 51.160 votos por la circunscripción especial de comunidades afrocolombianas. Durante su primer periodo como congresista, Acuña solicitó formalmente abrir una investigación sobre el expresidente Álvaro Uribe Vélez por su presunta relación con los casos de las 'Chuzadas' y la 'Yidispolítica'.[2] 
En las elecciones legislativas de 2014, fue reelegido como representante a la Cámara por el departamento de Sucre con más de 134.000 votos. Ese mismo año, durante la campaña presidencial, respaldó activamente la reelección del presidente Juan Manuel Santos, liderando una notable movilización electoral en Sucre que fue considerada un factor importante para el triunfo de la campaña en esa región.[3]
En 2015, renunció a su curul en el Congreso para postularse como candidato a la Gobernación de Sucre. Durante la contienda electoral, las autoridades incautaron una suma de 487 millones de pesos que, según su campaña, estaban destinados a gastos logísticos. Sin embargo, tras una investigación sobre el origen del dinero, la Fiscalía General de la Nación archivó el proceso a su favor, confirmando la legalidad de los fondos.[5][6]

## Estrategia de Seguridad y Convivencia
Al iniciar su mandato, uno de los principales desafíos de la administración fue la crítica situación de seguridad de Sincelejo, que según informes del año anterior, registraba una de las tasas de homicidios más altas del país.[8] Ante este panorama, la alcaldía implementó una nueva estrategia de seguridad enfocada en la articulación interinstitucional y el aumento de la capacidad operativa de la fuerza pública.[9] 
Para finales de 2024, un análisis publicado por la revista Semana confirmó un cambio significativo en la tendencia, destacando una drástica reducción en los delitos de alto impacto. El informe posicionó a Sincelejo como "una de las ciudades capitales con la mayor recuperación en seguridad del país", un logro atribuido por la fuente a las estrategias implementadas por la administración municipal.[10]

## Publicaciones
Acuña, Yahir (2015). Primero víctima que cómplice. Bogotá: Editorial Oveja Negra. 
Doctorado Honoris Causa en Desarrollo Social y Gobernanza (2024), otorgado por la Universidad Católica 